# Ophioleuce brevispinum
Ophioleuce brevispinum är en ormstjärneart som först beskrevs av Hubert Lyman Clark 1911.  Ophioleuce brevispinum ingår i släktet Ophioleuce och familjen fransormstjärnor. Inga underarter finns listade i Catalogue of Life.